# Rennes-sur-Loue
Rennes-sur-Loue is een gemeente in het Franse departement Doubs (regio Bourgogne-Franche-Comté) en telt 93 inwoners (2009). De plaats maakt deel uit van het arrondissement Besançon.

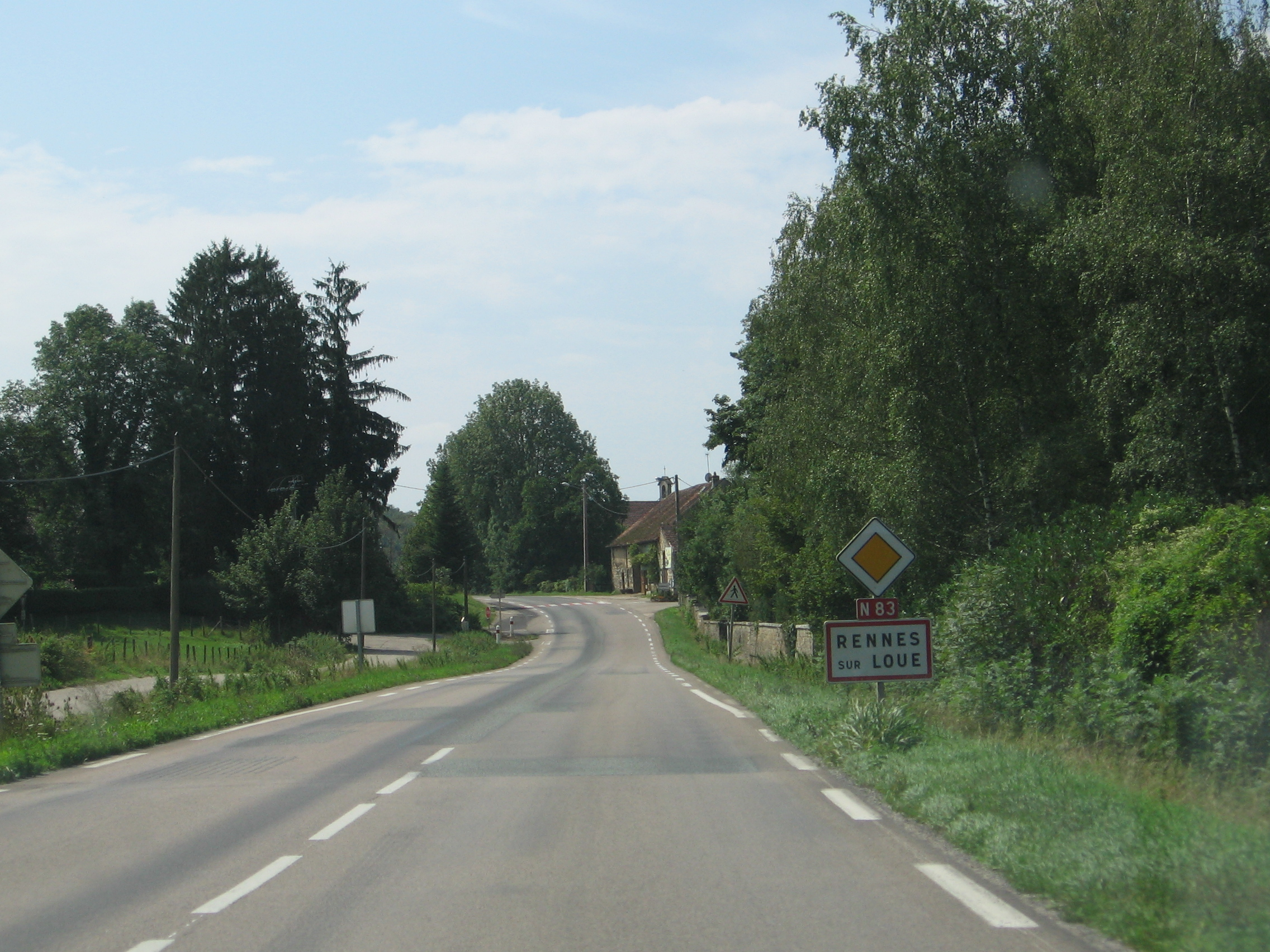
Rennes-sur-Loue, RN83

## Geografie
De oppervlakte van Rennes-sur-Loue bedraagt 5,5 km², de bevolkingsdichtheid is dus 16,9 inwoners per km².
De plaats ligt aan de rivier Loue.
De onderstaande kaart toont de ligging van Rennes-sur-Loue met de belangrijkste infrastructuur en aangrenzende gemeenten.

## Demografie
Onderstaande figuur toont het verloop van het inwonertal (bron: INSEE-tellingen).